# Chlorophonia occipitalis
La clorofonia coroniazul (Chlorophonia occipitalis) es una pequeña ave americana de la familia de los Fringillidae que se distribuye en bosques desde México hasta Colombia.
Miden en el estado adulto entre 11 y 14 cm. Las diferencias entre los sexos no son muy evidentes. Ambos son de color verde, con la corona azul turquesa y una línea en cada lado del cuello del mismo color. El macho tiene amarillo el pecho, el vientre y las plumas de las patas, mientras que en la hembra esas partes son verdes amarillentas. El pico, los ojos y las patas son negruzcos.
Vive en ambientes húmedos, como bosques tropicales, laderas de montañas y bosques de niebla, desde altitudes bajas hasta más de 1 500 m snm. Se la encuentra desde el sureste de México (sur de Veracruz, Oaxaca y Chiapas) hasta Colombia. No se encuentra en Belice.